# هانك بالارد
هانك بالارد (بالإنجليزية: Hank Ballard)‏ هو كاتب أغاني وملحن وموسيقي ومغني أمريكي، ولد في 18 نوفمبر 1927 في ديترويت في الولايات المتحدة، وتوفي في 2 مارس 2003 في لوس أنجلوس في الولايات المتحدة بسبب سرطان المريء.

## وصلات خارجية
- هانك بالارد على موقع IMDb (الإنجليزية)
- هانك بالارد على موقع الموسوعة البريطانية (الإنجليزية)
- هانك بالارد على موقع ميوزك برينز (الإنجليزية)
- هانك بالارد على موقع رولينغ ستون (الإنجليزية)
- هانك بالارد على موقع قاعدة بيانات برودواي على الإنترنت (الإنجليزية)
- هانك بالارد على موقع إن إن دي بي (الإنجليزية)
- هانك بالارد على موقع أول ميوزيك (الإنجليزية)
- هانك بالارد على موقع ديسكوغز (الإنجليزية)